# Ахундов Велі Юсуфович
Велі Юсуф огли Ахундов (азерб. Vəlİ Yusİf oğlu Axundov; 1 (14) травня 1916 — 22 серпня 1986) — радянський партійний і державний діяч. Член Комуністичної партії з 1939 року.

## Біографія
Велі Ахундов народився 1 (14) травня 1916 у поселенні Сарай (нині Апшеронський район (Азербайджан)) в родині робітника. 1935 року він закінчив Бакинський індустріальний технікум, а 1941 — Азербайджанський медичний інститут. Одночасно з 1938 року — лаборант, редактор багатотиражки, секретар комітету комсомолу інституту. З 1939 року член ВКП(б). У 1941—1946 роках Ахундов служив у Радянській Армії на посадах молодшого і старшого лікарів полку, командира медичної роти, командира медично-санітарного батальйону. З 1946 року — асистент Азербайджанського медичного інституту; науковий співробітник, а потім директор Інституту епідеміології, мікробіології та гігієни Міністерства охорони здоров'я Азербайджанської РСР.
У 1949 році Велі Ахундов був призначений головою Азербайджанського республіканського Комітету профспілки медичних працівників, у 1950 році — заступником міністра охорони здоров'я Азербайджанської РСР, а у 1953 — заступником завідувача Відділом адміністративних і торгово-фінансових органів ЦК КП Азербайджану. З травня 1954 року — міністр охорони здоров'я Азербайджанської РСР. З січня 1958 року — секретар ЦК Компартії Азербайджану, а з липня 1958 — Голова Ради Міністрів Азербайджанської РСР. У липні 1959 — липні 1969 років займав пост Першого секретаря ЦК Компартії Азербайджану. Одночасно з 7 лютого 1962 до 27 жовтня 1964 року Ахундов був членом Закавказького бюро ЦК КПРС. З липня 1969 року — віце-президент Академії наук Азербайджанської РСР. У 1972 році Ахундов був призначений директором Інституту вірусології, мікробіології та гігієни.
Депутат Верховної Ради СРСР 6-8 скликань. Член ЦК КПРС у 1961—1971 роках Доктор медичних наук. Професор. Академік.
Помер 22 серпня 1986 року.

## Нагороди
- Орден Леніна
- Орден Червоної Зірки
- Орден «Вітчизняної війни 2-го ступеню»[2]